# 前川正雄
前川 正雄（まえかわ まさお、1932年 - ）は日本の企業経営者、前川製作所顧問。和敬塾理事長。

## 経歴
東京都生まれ。東京都立新宿高等学校を経て1955年、早稲田大学理工学部卒業後、株式会社前川製作所入社。1971年、代表取締役社長就任。1996年、代表取締役会長就任。2004年、取締役名誉会長就任。2009年6月より顧問。スイス在住。2003年に渋沢栄一賞を受賞。

## 著書
- 『モノづくりの極意、人づくりの哲学 - 21世紀の「モノづくり」は日本を中心に回る』ダイヤモンド社、2004年。
- 『世界を変える「場所的経営」- 共創によるモノづくり立国の再興へ向けて』実業之日本社、2010年。
- 『再起日本! - 世界のハイテク技術を拓く』ダイヤモンド社、2013年。
- 『ホモ・サピエンスは生き残れるか - 日本のモノづくり、人づくりから考える』ダイヤモンド社、2023年。